# 丸林久信
丸林 久信（まるばやし ひさのぶ、1917年11月17日 - 1999年）は、日本の映画監督、脚本家、映画プロデューサー、演出家、文筆家である。脚本家としての筆名に栄町 はじめ（さかえまち はじめ）がある。日本映画監督協会元会員、日本放送作家協会会員、日本脚本家連盟信託者。専修大学文学部講師、シナリオ・センター講師を歴任した。黒澤明の『生きる』、『生きものの記録』でチーフ助監督を務めたことでも知られる。

## 人物・来歴

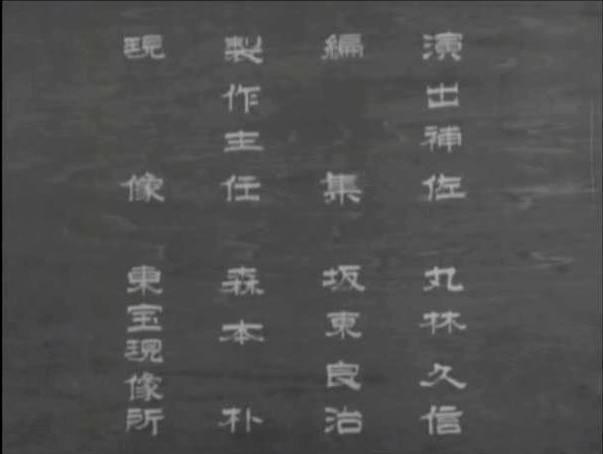
『大岡政談 将軍は夜踊る』（1950年）、「演出補佐」として丸林のクレジットが確認できる。

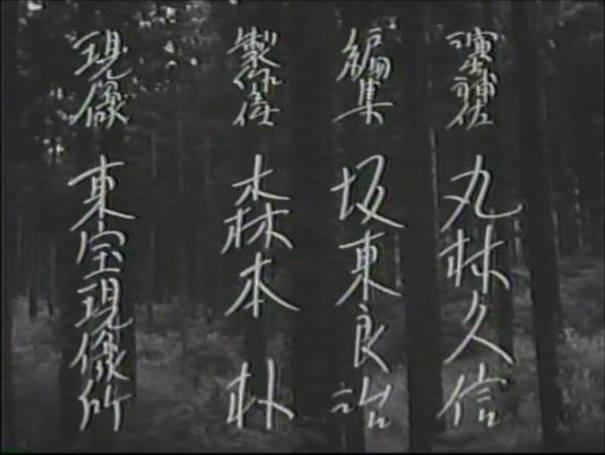
『せきれいの曲』（1951年）、「演出補佐」。

### 戦争に分断された助監督時代
1917年（大正6年）11月17日、三重県多気郡下御糸村（現在の同県同郡明和町）に生まれる。のちに三重県立松阪高等学校の教諭を務めた丸林勝人（1921年 - 2010年）は実弟。
1937年（昭和12年）3月、早稲田第二高等学院（現在の早稲田大学高等学院）を卒業、同年4月には旧制早稲田大学文学部国文科（現在の早稲田大学文学部日本語日本文学コース）に進学、当時の恩師に河竹繁俊（1889年 - 1967年）がいた。1938年（昭和13年）2月に早稲田大学・日本大学の学生を中心に結成された「劇団衣裳座」に参加している。1940年（昭和15年）3月、同学を卒業した。同学卒業に先立つ同年2月、東宝映画に入社、撮影所演出助手課に配属されている。在学中に河竹の勧めで受けた東宝シナリオ研究生の試験に合格、さらには同社の助監督試験に合格していた。『黒澤明コレクション3』等に記載された大半の丸林の略歴には「卒業後に入社」とあるが、正確な経緯は以上である。同期入社に堀川弘通（1916年 - 2012年）、筧正典（1915年 - 1993年）、田尻繁（1911年 - 1972年）、寺出周助（のちに編集技師に転向）らがいた。
入社から1年も経たない1941年（昭和16年）1月、応召し、騎兵第20連隊（京都）に入営する。同年12月8日に太平洋戦争が開戦、第五三師団中部第39部隊、捜索第53連隊、中部軍管区大阪教育隊を経て、1944年（昭和19年）にはビルマ戦線に派遣された。丸林が当時所属した捜索第53連隊は、翌1945年（昭和20年）1月上旬、イラワジ会戦に投じられ、マンダレーに向かい、ラシオに駐屯したという。丸林は長い軍隊生活のなかですでに伍長に昇進していた。この長かった戦闘体験をもとに『特務諜報工作隊 秘録 雲南の虎と豹』（1971年）、『握り拳の丘 小説・イラワジ525高地』（1986年）といった単著をのちに上梓している。
第二次世界大戦が終結したのは同年8月15日であったが、丸林が復員したのは、終戦後2年が経過した1947年（昭和22年）7月24日であった。同年8月には無事に東宝スタジオに復帰できたが、その復帰の日、撮影所の正門でばったり会った照明技師・西川鶴三が「マルが帰ってきたぞ、丸さんがよう!!」と撮影所中に響かんばかりに怒鳴って知らせてくれたという。入社以来、7年が経過していたが、そのうち6年間を兵役に割かれ、年齢はすでに満30歳を目前にしていたが、助監督経験は1年にも満たなかった。助監督修行をまた始めることになったが、当時、同撮影所ではいわゆる「東宝争議」がすでにくすぶっており、翌1948年（昭和23年）4月16日、同撮影所の社員270人を含む全社914人を解雇、84人の契約者を契約解除し、同年6月1日には生産拠点であるはずの撮影所を閉鎖するに至った。争議期間における丸林の動きは不明であるが、同年10月19日の争議解決以降も同撮影所に所属したことは確かである。
争議解決の翌年、丸林は短篇映画『にしん』を監督した。諸記録にクレジットが出てくる最初の作品は、1950年（昭和25年）5月27日に公開された『大岡政談 将軍は夜踊る』（監督丸根賛太郎）であり、同作では「演出補佐」としてクレジットされているが、これはチーフ助監督に当たる。『せきれいの曲』（1951年）で豊田四郎、『ホープさん サラリーマン虎の巻』（1951年）や『坊っちゃん社員』（1954年）、『土曜日の天使』（1954年）で山本嘉次郎、『夜の終り』（1953年）で谷口千吉、『青色革命』（1953年）で市川崑、『亭主の祭典』（1953年）で渡辺邦男、『生きる』（1952年）と『生きものの記録』（1955年）で黒澤明のそれぞれチーフ助監督を務めた。
とりわけ、『生きものの記録』には監督昇進後ではあったが、黒澤を補佐するために作品に関わった。田実泰良の回想によれば、『生きる』は、『醉いどれ天使』（1948年）を最後に東宝を去った黒澤が争議解決後初めて東宝で手がけた作品であり、ブランクの空いた黒澤の知る助監督が所内におらず、チーフを務めた丸林の面倒見がよく、田実は臨時雇員の身分であったが、同作の助手につくことができたという。村木与四郎の回想によれば、丸林は『生きる』ではB班監督も兼任しており、豊島園でのロケーション撮影を務めたという。『生きる』につづく『七人の侍』（1954年）のチーフを務めたのは、『生きる』でセカンドであった堀川であり、堀川の回想によれば、同期の丸林も筧も直接関係はなかったが、同作の成功で「撮影所内を肩で風を切って歩くように」なったという。

### 監督昇進とテレビ映画

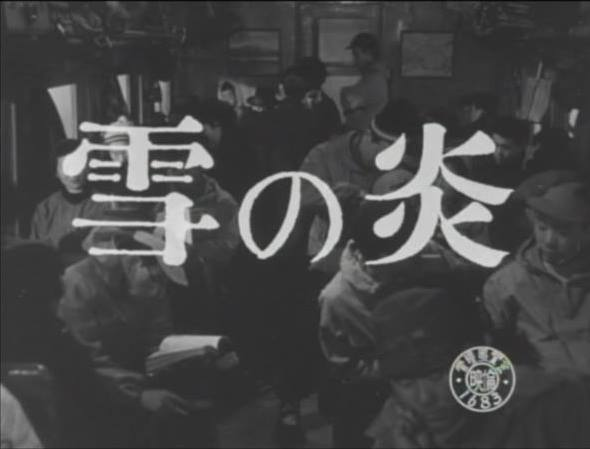
監督第1作『雪の炎』（1955年）。客車のセットがタイトルの背景である。

1955年（昭和30年）、監督に昇進、同年3月29日に公開された司葉子の主演作『雪の炎』で監督としてデビューする。このとき、丸林はすでに満37歳になっていた。三木のり平や小林桂樹が主演したプログラムピクチャーの喜劇映画を中心に監督したが、監督昇進第9作にあたる白川由美の主演作『女探偵物語 女性SOS』が1958年（昭和33年）9月30日に公開されて以降、丸林の監督作が諸記録に見られなくなる。
その3年後の1961年（昭和33年）、東宝テレビ部の契約監督に立場を変えている。実際に手がけた作品がテレビドラマデータベース等の諸記録に残っていないが、1964年（昭和39年）1月22日に放映された『娘の結婚』第15回『三人目の息子』、1965年（昭和40年）1月4日 - 同29日に「ライオン奥様劇場」の枠で放映された『銀座立志伝』、同年7月6日 - 同年9月28日に「東宝スターグランド劇場」の枠で放映された『愛のドラマシリーズ』といったテレビ映画の監督を務めていることが分かっている。この時期、多くのテレビ映画の脚本を執筆したが、具体的な作品名、脚本家としての名義等はわかっていない。これらを手がけたのち、同年には、東宝テレビ部のプロデューサーに契約職種を変えている。渡辺護の回想によれば、1966年（昭和41年）には、斎藤邦唯の扇映画プロダクションが製作した渡辺の監督作である劇場用映画『浅草の踊子 濡れた素肌』（同年1月公開）、『絶品の女』（同年7月12日公開）の2作の脚本家としてクレジットされている栄町 はじめは、丸林の筆名であるという。1969年（昭和44年）10月4日 - 1970年（昭和45年）3月28日に放映された中村吉右衛門主演による連続テレビ映画『右門捕物帖』を手がけたが、同作以降の丸林のプロデュース作が諸記録に見られなくなる。当時丸林は、満52歳であった。

### 文筆家・演出家として
1971年（昭和46年）、初めての単著として『特務諜報工作隊 秘録 雲南の虎と豹』を上梓した。1974年（昭和49年）4月、監督協会を退会しており、現在、日本映画監督協会の会員名鑑にその名はない。1970年代末になると、『逃げる神様』（作三好十郎）、『贋作 橋の下』（作大武正人）といった戯曲を演出、舞台演劇に進出している。1981年（昭和56年）11月には、『映画製作ハンドブック』を上梓した。1980年代には専修大学文学部の講師を務め、「映画論」の講座を持った。
最晩年の1990年代後半に至り、法然上人鑽仰会の『浄土 Monthly jodo』、公評社の『公評』等の雑誌に意欲的に連載、執筆をしていた。1995年（平成7年）3月25日には、黒澤明研究会の座談会に参加した。1999年（平成11年）、死去した。満81歳没。

### 再評価
2010年（平成22年）9月10日 - 同12日、三重県総合文化センターで行われた「三重そうぶんシネマスクエア2010」の特集上映で、丸林が「三重県明和町出身」であることから、監督作『奴が殺人者だ』をフィルム上映した。このとき実弟の丸林勝人が鼎談の舞台に上がったが、同年12月には亡くなっている。同作は、2005年（平成17年）6月25日 - 同年7月1日、神保町シアターで行われた「美女と探偵 日本ミステリ映画の世界第4週 七つの顔の映画だぜ」、同年10月8日 - 同年11月5日、銀座シネパトスで行われた「名画座サスペンス劇場 第III幕」、同年11月6日 - 同年12月30日、ラピュタ阿佐ヶ谷で行われた「ミステリ劇場へ、ようこそ。」、ならびに2013年（平成25年）7月28日 - 同年9月21日、同館で行われた「漢・佐藤允! BANG!BANG!BANG!」でも、それぞれ上映用プリント（35mmフィルム）で上映されている。
2002年（平成14年）8月25日 - 同年10月19日、同館で行われた「可愛くて凄い女たち 第2弾」の特集上映で、脚本作『新宿の肌』が上映用プリントで上映された。2007年（平成19年）1月28日 - 同年3月24日、同館で行われた「ミステリ劇場へ、ようこそ。第2幕」の特集上映で、監督作『狙われた娘』が上映用プリントで上映された。同年4月22日 - 同年6月9日、同館で行われた「添えもの映画百花繚乱 SPパラダイス!!」の特集上映で、監督作『女探偵物語 女性SOS』が上映用プリントで上映された。同作は、2012年（平成24年）7月15日 - 同年9月8日、同館で行われた「輝け!にっぽんのお仕事ガール」の特集上映でも上映用プリントで上映されている。2011年（平成23年）2月13日 - 同年3月26日、同館で行われた「昭和の大流行作家 源氏鶏太の映画アルバム 日日哀歓」の特集上映で、監督作『家内安全』（原作源氏鶏太、2月23日 - 3月1日）が上映用プリントで上映された。2013年11月24日 - 2014年（平成26年）1月4日、同館で行われた「千客万来 にっぽん暖簾物語」の特集上映で、監督作『御用聞き物語』および『続 御用聞き物語』（いずれも12月15日 - 同21日）がいずれも上映用プリントで上映された。

## フィルモグラフィ

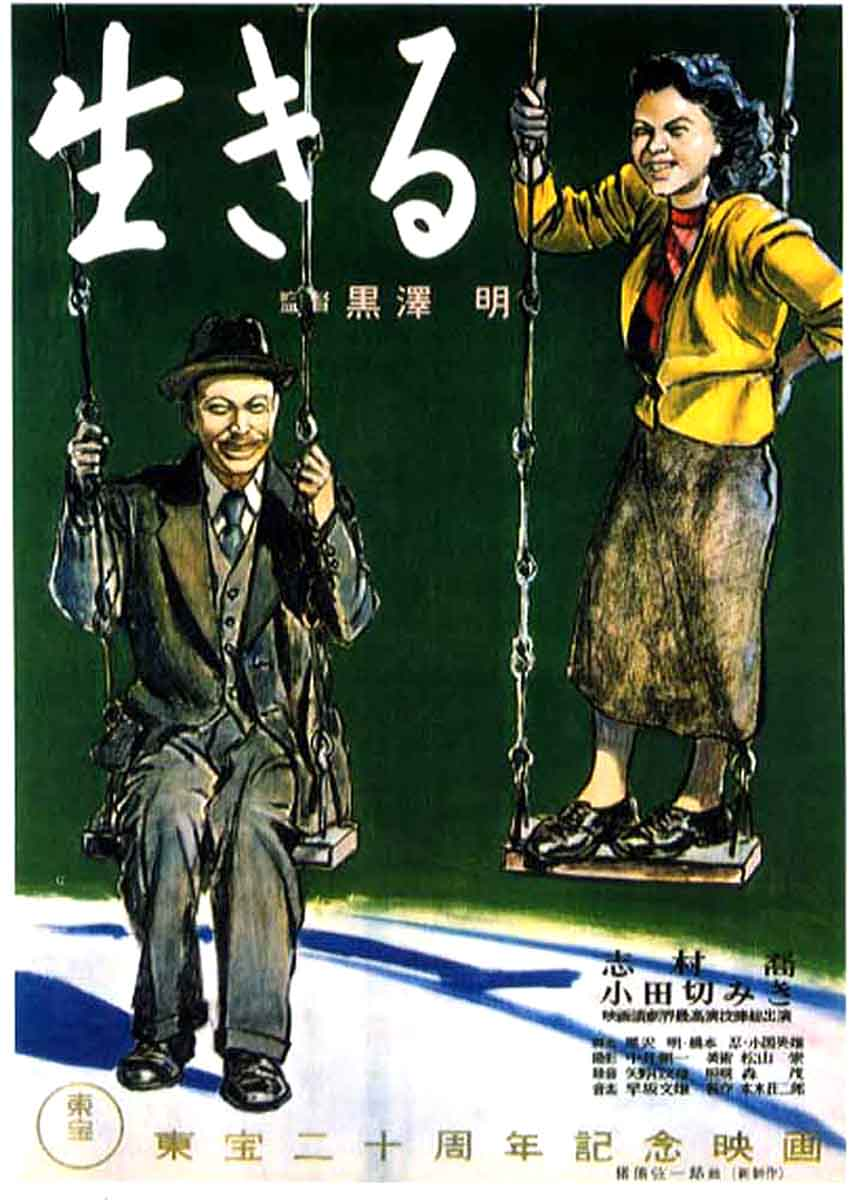
『生きる』（監督黒澤明、1952年）、チーフ助監督。

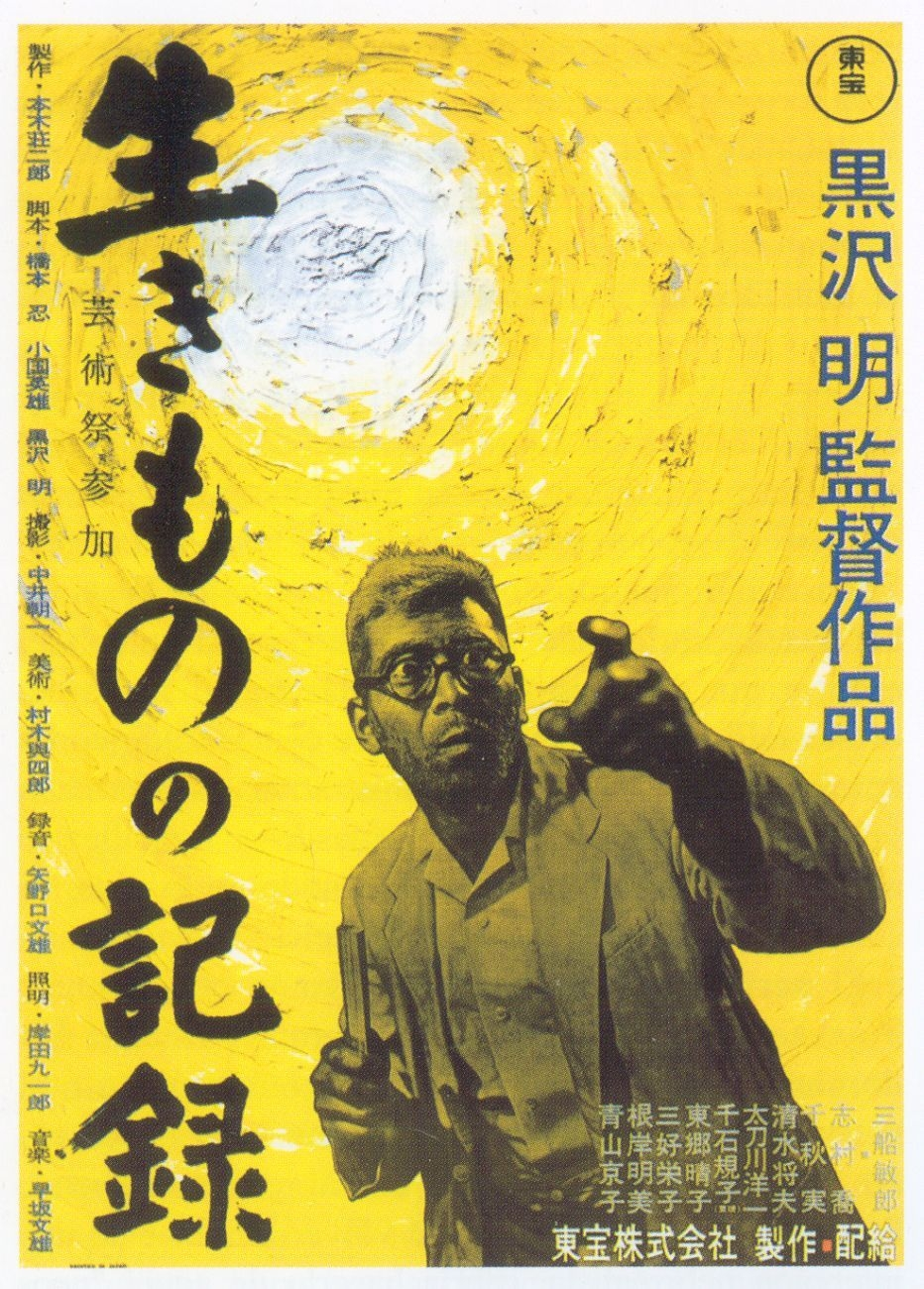
『生きものの記録』（監督黒澤明、1955年）、チーフ助監督。

クレジットは特筆以外は「監督」である。東京国立近代美術館フィルムセンター（NFC）、デジタル・ミーム等での所蔵状況も記した。

### 1950年代
- 『にしん』 : 1949年製作・発表（短篇） - 監督[1]
- 『大岡政談 将軍は夜踊る』 : 製作小川記正、監督・脚本丸根賛太郎、主演笠置シヅ子、製作・配給東宝、1950年5月27日公開 - 演出補佐（監督補とも、チーフ助監督）
- 『せきれいの曲』 : 製作加藤譲・板谷良一、監督豊田四郎、脚本水木洋子、主演轟夕起子、製作・配給東宝、1951年7月20日公開 - 演出補佐（チーフ助監督）、99分の上映用プリントをNFCが所蔵[6]
- 『ホープさん サラリーマン虎の巻』 : 製作藤本真澄、監督山本嘉次郎、原作源氏鶏太、脚本山本嘉次郎・井手俊郎、主演小林桂樹、製作・配給東宝、1951年10月19日公開 - 助監督（チーフ助監督）
- 『生きる』 : 製作本木荘二郎、監督黒澤明、脚本黒澤明・橋本忍・小国英雄、他の助監督堀川弘通・広沢栄・田実泰良、主演志村喬、製作・配給東宝、1952年10月9日公開 - 監督助手（チーフ助監督）、143分の上映用プリントをNFCが所蔵[6]
- 『夜の終り』 : 製作本木荘二郎、監督谷口千吉、脚本菊島隆三、主演三益愛子、1953年4月8日公開 - 監督助手（チーフ助監督）、94分の上映用プリントをNFCが所蔵[6]
- 『青色革命』 : 製作藤本真澄、監督市川崑、原作石川達三、脚本猪俣勝人、主演千田是也、製作・配給東宝、1953年6月10日公開 - 監督助手（チーフ助監督）、107分の上映用プリントをNFCが所蔵[6]
- 『亭主の祭典』 : 製作山本紫朗、監督渡辺邦男、原作志智双六、脚本八住利雄、主演森繁久彌、製作・配給東宝、1953年7月14日公開 - 監督助手（チーフ助監督）
- 『愛人』 : 製作藤本真澄、監督市川崑、原作森本薫、脚本市川崑・和田夏十、主演越路吹雪、製作・配給東宝、1953年11月10日公開 - 助監督（チーフ助監督）、83分の上映用プリントをNFCが所蔵[6]
- 『坊っちゃん社員』（『坊ちゃん社員』） : 製作藤本真澄、監督山本嘉次郎、原作源氏鶏太、脚本池田一朗・山本嘉次郎、主演小林桂樹、製作・配給東宝、1954年3月3日公開 - 助監督（チーフ助監督）
- 『続坊っちゃん社員』（『続坊ちゃん社員』） : 製作藤本真澄、監督山本嘉次郎、原作源氏鶏太、脚本池田一朗・山本嘉次郎、主演小林桂樹、製作・配給東宝、1954年4月4日公開 - 助監督（チーフ助監督）
- 『土曜日の天使』 : 製作滝村和男、監督山本嘉次郎、原作中野実、脚本梅田晴夫・山本嘉次郎、主演森繁久彌、製作・配給東宝、1954年8月22日公開 - 助監督（チーフ助監督）
- 『幽霊男』 : 製作滝村和男、監督小田基義、原作横溝正史、脚本沢村勉、主演河津清三郎、製作・配給東宝、1954年10月13日公開 - 監督助手（チーフ助監督）
- 『やんちゃ娘行状記』 : 製作佐藤一郎、監督渡辺邦男、原作長沖一、脚本松浦健郎、主演榎本健一、製作・配給東宝、1955年1月9日公開 - 監督助手（チーフ助監督）
- 『花嫁立候補』 : 製作佐藤一郎、監督渡辺邦男、原作長沖一、脚本松浦健郎、主演榎本健一、製作・配給東宝、1955年1月22日公開 - 監督助手（チーフ助監督）
- 『雪の炎』 : 製作宇佐美仁、脚本八住利雄、主演司葉子、製作・配給東宝、1955年3月29日公開 - 初監督
- 『生きものの記録』 : 製作本木荘二郎、監督黒澤明、脚本橋本忍・小国英雄・黒澤明、主演三船敏郎、製作・配給東宝、1955年11月22日公開 - 監督助手（チーフ助監督）、103分の上映用プリントをNFCが所蔵[6]
- 『のり平の三等亭主 愉快な家族』（『のり平の三等亭主』） : 製作竹井諒・宇佐美仁、原作夏目咲太郎、脚本須崎勝弥、主演三木のり平、製作・配給東宝、1956年4月18日公開
- 『のり平の浮気大学 愉快な家族』（『のり平の浮気大学』） : 製作竹井諒・宇佐美仁、原作夏目咲太郎、脚本須崎勝弥、主演三木のり平、製作・配給東宝、1956年5月10日公開
- 『御用聞き物語』 : 製作竹井諒・金子正且、原作山下与志一、脚本笠原良三・山下与志一、主演小林桂樹、製作・配給東宝、1957年2月26日公開（映倫番号 10077） - 監督、60分の上映用プリントが現存[44]
- 『続御用聞き物語』 : 製作竹井諒・金子正且、原作山下与志一、脚本笠原良三・山下与志一、主演小林桂樹、製作・配給東宝、1957年2月26日公開（映倫番号 10078） - 監督、61分の上映用プリントが現存[44]
- 『狙われた娘』 : 製作宇佐美仁、原作土屋隆夫、脚本若尾徳平・丸林久信、主演青山京子、製作・配給東宝、1957年12月17日公開（映倫番号 10451） - 監督・脚本、67分の上映用プリントが現存[40]
- 『家内安全』 : 製作三輪礼二、原作源氏鶏太、脚本井手俊郎、主演飯田蝶子、製作・配給東宝、1958年3月12日公開（映倫番号 10504） - 監督、89分の上映用プリントが現存[43]
- 『奴が殺人者だ』 : 製作宇佐美仁、原作樫原一郎、脚本橋本忍、主演佐藤允、製作・配給東宝、1958年7月29日公開（映倫番号 10723） - 監督、94分の上映用プリントが現存[18][37][38]
- 『女探偵物語 女性SOS』 : 製作田中友幸、原作中山保江、脚本若尾徳平、主演白川由美、製作・配給東宝、1958年9月30日公開（映倫番号 10841） - 監督、58分の上映用プリントが現存[42]

### 1960年代
- 『小枝子とその母』 : 監督山田達郎、原作広津和郎、主演村瀬幸子、1963年2月23日放映（テレビ指定席） - 池田三郎と共同で脚本
- 『娘の結婚』第15回『三人目の息子』 : 原案町田敬二、脚本北條誠、主演河津清三郎、製作東宝、1964年1月22日放映（テレビ映画） - 監督
- 『銀座立志伝』 : 原作源氏鶏太、主演沢井桂子、製作東宝、1965年1月4日 - 同29日放映（連続テレビ映画・ライオン奥様劇場・全20回） - 監督
- 『愛のドラマシリーズ』 : 製作東宝、1965年7月6日 - 同年9月28日放映（連続テレビ映画・東宝スターグランド劇場・全13回） - 監督[2]
- 『浅草の踊子 濡れた素肌』（あさくさのストリッパー ぬれたすはだ、『浅草の踊り子 濡れた素肌』『濡れた素肌』） : 製作斎藤邦唯、企画井上猛夫、監督渡辺護、撮影生田洋、主演可能かず子、製作扇映画プロダクション、配給センチュリー映画社、1966年1月公開（成人映画・映倫番号 14290） - 「栄町はじめ」名義で脚本[15][16]
- 『絶品の女』 : 製作斎藤邦唯、企画大島一城、監督渡辺護、主演新高恵子、製作扇映画プロダクション、配給大蔵映画、1966年7月審査・同月12日公開（成人映画・映倫番号 14557） - 「栄町はじめ」名義で脚本[15][16]
- 『愛とこころのシリーズ もう泣かないでおかあさん』 : 監督河野雅人、主演佐野周二、1966年8月26日放映（テレビ映画・近鉄金曜劇場） - 脚本
- 『新婚さん』 : 製作テアトルプロダクション・東宝、1966年11月5日 - 1967年3月25日放映（連続テレビ映画・全21回） - 岡部龍・拵井巍と共同で製作
- 『新宿の肌』 : 製作本橋芳男、企画伊藤久雄、監督斎村和彦、主演松岡きっこ、製作ゴールドプロモーション、配給松竹、1968年12月14日公開（成人映画・映倫番号 15635） - 脚本、89分の上映用プリントが現存[39]
- 『嫁ゆかば』 : 監督木下亮・若林幹・小谷承靖・竹林進、主演団令子、製作東宝・国際放映、1969年1月28日 - 同年7月22日放映（連続テレビ映画） - 山田宗雄・清水敏生と共同でプロデューサー
- 『右門捕物帖』 : 監督渡辺邦男・曲谷守平・古川卓巳・山田達雄・西山正輝・若林幹・小松幹雄、原作佐々木味津三、主演中村吉右衛門、製作東宝、1969年10月4日 - 1970年3月28日放映（連続テレビ映画） - 安田暉・川口晴年と共同でプロデューサー

## テアトログラフィ
おもな一覧である。
- 『虫すだく』 : 作田口竹男、1938年公演 - 演出
- 『逃げる神様』 : 作三好十郎、東邦生命ホール、1979年公演 - 演出
- 『贋作 橋の下』 : 作大武正人、東邦生命ホール、1979年公演 - 演出
- 『夜の来訪者』 : 作J・B・プリーストリー、訳内村直也、1979年公演 - 演出
- 『文化議員』 : 作田口竹男、1979年公演 - 演出
- 『熱海殺人事件』 : 作つかこうへい、東京芸術劇場、1983年公演 - 演出

## ビブリオグラフィ
国立国会図書館等が所蔵する一覧である。

### 単著
- 『特務諜報工作隊 秘録 雲南の虎と豹』、番町書房、1971年発行
- 『特務諜報工作隊 秘録 雲南の虎と豹』、主婦と生活社、1971年発行
- 『映画製作ハンドブック』、黎明書房（指導者の手帖 63）、1981年11月発行 ISBN 4654051228
- 『握り拳の丘(ザ・フィスト・ヒル) 小説・イラワジ525高地』、時潮社、1986年12月発行

### 雑誌掲載
- 「第II部 黒澤映画創造の秘密 技術スタッフ・助監督(当時)の証言」中井朝一・斎藤孝雄・宮川一雄・村木与四郎・村木忍・石井長四郎・森弘充・本多猪四郎・堀川弘通・小林恒夫・加藤泰・若杉光夫・田中徳三・野村芳太郎・中平康・丸林久信・野長瀬三摩地・田実泰良・森谷司郎・出目昌伸・大森健次郎・野上照代 : 『キネマ旬報』第631号通巻第1445号、キネマ旬報社、1974年5月発行、p.120.
- 「戦場秘録 豚と老人」丸林久信 : 『オカルト時代』創刊号、みのり書房、1976年9月発行
- 「道あれこれ」丸林久信 : 『道路 road engineering & management review』第431号、日本道路協会、1977年1月発行、p.8-9.
- 「ブックレビュー」丸林久信 : 『月刊シナリオ』第38巻第4号通巻第405号、日本シナリオ作家協会、1982年4月発行、p.84.
- 「魅せられて映画に 発想・イメージ・映像」丸林久信 : 『浄土 Monthly jodo』第61巻第11号、法然上人鑽仰会、1995年11月発行、p.30-37.
- 「魅せられて映画に 嗚呼助監督」丸林久信 : 『浄土 Monthly jodo』第61巻第12号、法然上人鑽仰会、1995年12月発行、p.24-31.
- 「魅せられて映画に 人の目レンズの目」丸林久信 : 『浄土 Monthly jodo』第62巻第1号、法然上人鑽仰会、1996年1月発行、p.32-39.
- 「魅せられて映画に 生きるも死ぬも」丸林久信 : 『浄土 Monthly jodo』第62巻第2号、法然上人鑽仰会、1996年2月発行、p.32-40.
- 「魅せられて映画に 変なひとたち 撮影所こぼれ話」丸林久信 : 『浄土 Monthly jodo』第62巻第3号、法然上人鑽仰会、1996年3月発行、p.30-37.
- 「魅せられて映画に 続変なひとたち 撮影所こぼれ話」丸林久信 : 『浄土 Monthly jodo』第62巻第4号、法然上人鑽仰会、1996年4月発行、p.44-52.
- 「死者からの使者 いつか来た道」丸林久信 : 『公評』第33巻第9号、公評社、1996年10月発行、p.106-113.
- 「虜囚の壁新聞・文苑のことなど いつか来た道」丸林久信 : 『公評』第34巻第3号、公評社、1997年4月発行、p.106-115.
- 「人質懺悔 いつか来た道」丸林久信 : 『公評』第34巻第9号、公評社、1997年10月発行、p.80-87.
- 「近時片片・思うこといろいろ いつか来た道」丸林久信 : 『公評』第35巻第8号、公評社、1998年9月発行、p.102-109.

## ギャラリー

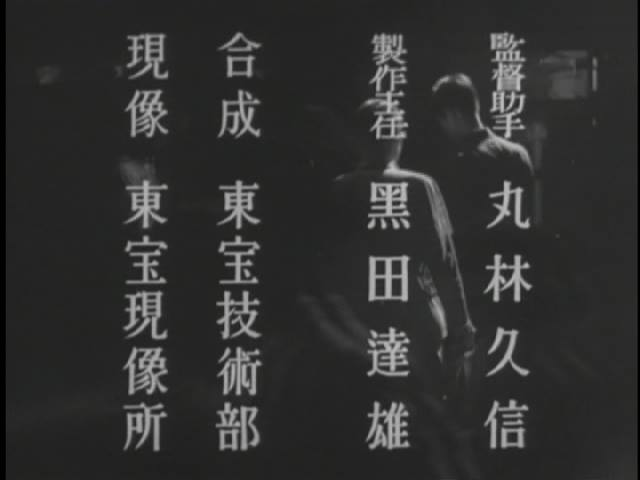
『ホープさん サラリーマン虎の巻』（1951年）、「監督助手」。
監督第3作『のり平の浮気大学』（1956年）、プレスシート兼ポスター広告。
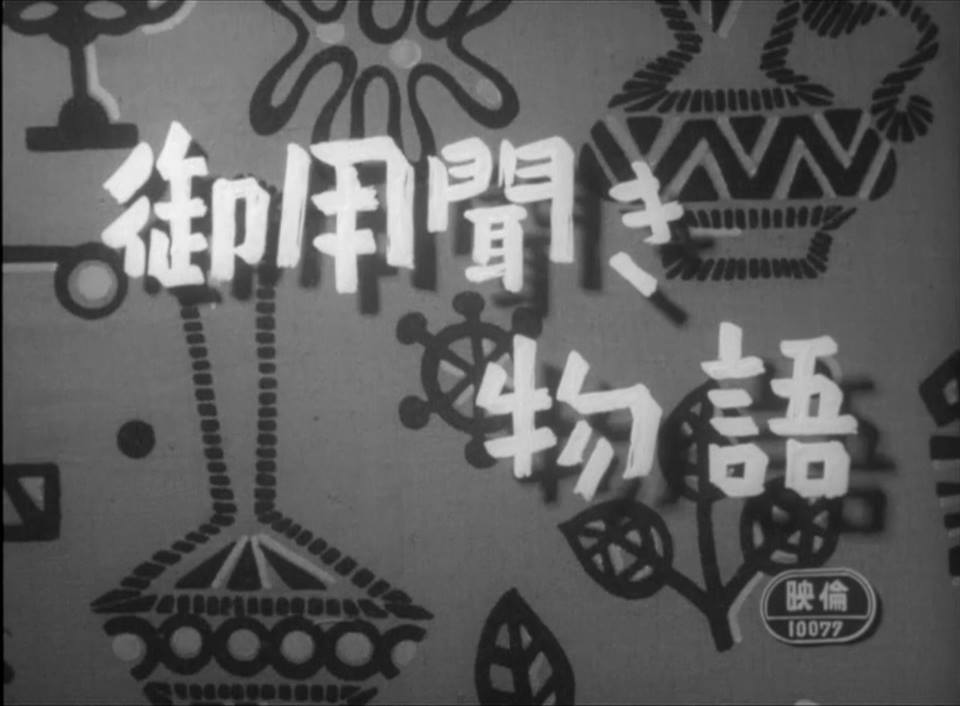
監督第4作『御用聞き物語』（1957年）、カットタイトル。
監督第5作『続御用聞き物語』（1957年）カットタイトル。